# Me Too (canción)
«Me Too» es una canción de la cantante Meghan Trainor incluida en su segundo álbum de estudio Thank You. La canción fue lanzada como el segundo sencillo del álbum de 5 de mayo de 2016. Trainor cantó la canción por primera vez en vivo en The Tonight Show Starring Jimmy Fallon. Ha sido comparada por la crítica con «Trouble For Me» de Britney Spears de su álbum Femme Fatale.

## Composición
«Me Too» fue escrito por Trainor, Eric Frederic, Jacob Kasher Hindlin, Jason Desrouleaux, Peter Svensson y producido por Ricky Reed. Fue lanzado como el segundo sencillo del segundo álbum de estudio de Trainor, Thank You, el 5 de mayo de 2016. Está compuesto en la tonalidad de mi menor en un compás de 4/4, con un tempo de 124 pulsaciones por minuto. El registro vocal de la cantante se extiende desde la nota van desde si3 a si4 en la canción.
«Me Too» es una canción de electro y R&B con un mensaje de empoderamiento. Tiene un estribillo «pegadizo». Según Erin Jensen de USA Today, la canción retrata la audacia y confianza de Trainor, y la presenta sintiéndose a «sí misma». «Me Too» revela las capas de la «confianza descarada» de Trainor y muestra que proviene de un lugar de «arrogancia de buena fe». La canción se enfoca en ganar autoestima y confianza y ha sido descrita como un «himno de verano», sus letras hablan de cuánto se ama Trainor y de «por qué todos debemos querer ser como ella».

## Vídeo musical
El vídeo musical de la canción fue publicado el 9 de mayo de 2016, pero fue eliminado por Trainor el mismo día alegando que habían modificado su cuerpo digitalmente. El vídeo original fue publicado al día siguiente.

## Lista de canciones y formatos
Descarga digital

| N.º | Título   | Duración |  |
| 1.  | «Me Too» | 3:01     |  |

## Posicionamiento en listas
| Listas (2016)                               | Mejor posición |
| ------------------------------------------- | -------------- |
| Alemania (Offizielle Deutsche Charts)       | 62             |
| Australia (ARIA)                            | 4              |
| Austria (Ö3 Austria Top 40)                 | 60             |
| Bélgica (Flandes) (Ultratip Bubbling Under) | 30             |
| Bélgica (Valonia) (Ultratip Bubbling Under) | 40             |
| Canadá (Canadian Hot 100)                   | 9              |
| Eslovaquia (Rádio Top 100)                  | 68             |
| Eslovaquia (Singles Digital Top 100)        | 58             |
| Estados Unidos (Billboard Hot 100)          | 13             |
| Estados Unidos (Adult Contemporary)         | 23             |
| Estados Unidos (Adult Top 40)               | 11             |
| Estados Unidos (Mainstream Top 40)          | 12             |
| Estados Unidos (Hot Dance Club Songs)       | 28             |
| Francia (SNEP)                              | 98             |
| Nueva Zelanda (Recorded Music NZ)           | 10             |
| Reino Unido (UK Singles Chart)              | 84             |

## Certificaciones
| País           | Organismo certificador | Certificación | Ventas certificadas | Ref.   |
| -------------- | ---------------------- | ------------- | ------------------- | ------ |
| Australia      | ARIA                   | 3× Platino    | 210,000             | [ 24 ] |
| Canadá         | Music Canada           | 3× Platino    | 240,000             | [ 25 ] |
| Estados Unidos | RIAA                   | 2× Platino    | 2,000,000           | [ 26 ] |
| México         | AMPROFON               | Platino       | 60,000              | [ 27 ] |

## Historial de lanzamientos
| País           | Fecha              | Formato                    | Discográfica | Ref.   |
| -------------- | ------------------ | -------------------------- | ------------ | ------ |
| Estados Unidos | 5 de mayo de 2016  | Descarga digital           | Epic Sony    |        |
| Estados Unidos | 16 de mayo de 2016 | Radio adulto contemporáneo | Epic Sony    | [ 28 ] |
| Estados Unidos | 17 de mayo de 2016 | Top 40 radio               | Epic Sony    | [ 29 ] |